# NGC 6886
NGC 6886 (другое обозначение — PK 60-7.2) — планетарная туманность в созвездии Стрела.
Этот объект входит в число перечисленных в оригинальной редакции «Нового общего каталога».